# جسی استفن

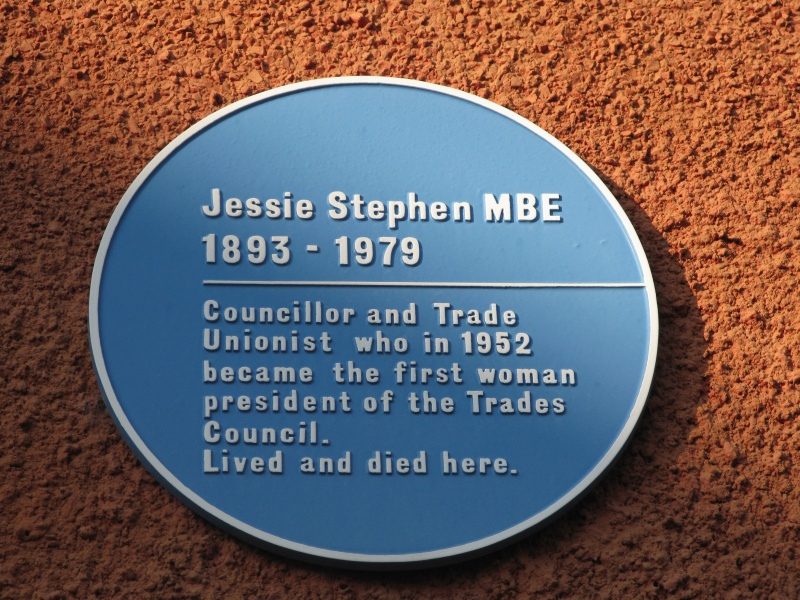
پلاک آبی خانهٔ جسی استفن در بدمینستر، بریستول

جسی استفن (انگلیسی: Jessie Stephen; ۱۹ آوریل ۱۸۹۳ – ۱۲ ژوئن ۱۹۷۹) یک حامی سافرجت بریتانیایی در قرن بیستم، فعال کارگری و مشاور محلی بود. او در اسکاتلند بزرگ شد و برای آموزش به عنوان معلم بورس تحصیلی به دست آورد. امور مالی خانواده به گونه ای بود که منجر به این شد که وی در سن ۱۵ سالگی به عنوان یک خدمتکار مشغول به کار شود. او در مسائل مربوط به نیروی کار ملی به عنوان یک نوجوان، از طریق سازمان‌هایی مانند حزب مستقل کارگری و اتحادیه سیاسی اجتماعی زنان دخیل بوده‌است. وی پس از عزیمت به لنکاشایر و لندن به ایالات متحده و کانادا رفت و در آنجا جلساتی با مردم از جمله کارگران داخلی مهاجر انگلیسی ترتیب داد. استفن بعدها بیشتر درگیر احزاب سیاسی رسمی شد و به عنوان یکی از اعضای محلی انتخاب و در انتخابات عمومی کاندید شد. پس از نقل‌مکان به بریستول اولین زنی بود که به ریاست شورای بازرگانی بریستول منصوب شد. وی در سال ۱۹۷۷ به MBE منصوب شد.

## زندگی‌نامه
استفن در فرهنگ لغت بیوگرافی ملی آکسفورد به عنوان یک «فعال حق رای و فعال کارگری» ثبت شده و به عنوان «طبقه کارگر» توصیف شده‌است.

### اوایل زندگی و خانواده
برخی منابع محل تولد استفن را ماری‌لبون، لندن ثبت کرده‌اند. دیگران به عنوان گلاسگو عنوان می‌کنند. او در خانواده‌اش بزرگترین فرزند از میان یازده فرزند بود. پدرش خیاط بود.وی به عنوان یک اسکاتلندی حامی طبقه کارگر و عضو اتحادیه سیاسی اجتماعی زنان (WSPU) شناخته شده‌است.